# Hokovirus
Hokovirus — рід велетенських дволанцюгових ДНК-вмісних вірусів. Виявлений під час аналізу метагеноми зразків донних відкладень резервуарів станції очистки стічних вод у місті Клостернойбург в Австрії. Вірус має великий геном з 1,33 млн пар основ. Разом з Hokovirus, у цих стічних водах описані також нові віруси Klosneuvirus, Catovirus та Indivirus. Класифікація метагенома, що зроблена за допомогою аналізу 18S рРНК, що їхні господарі відносяться до найпростіших типу Cercozoa.